# Yvon Bourges

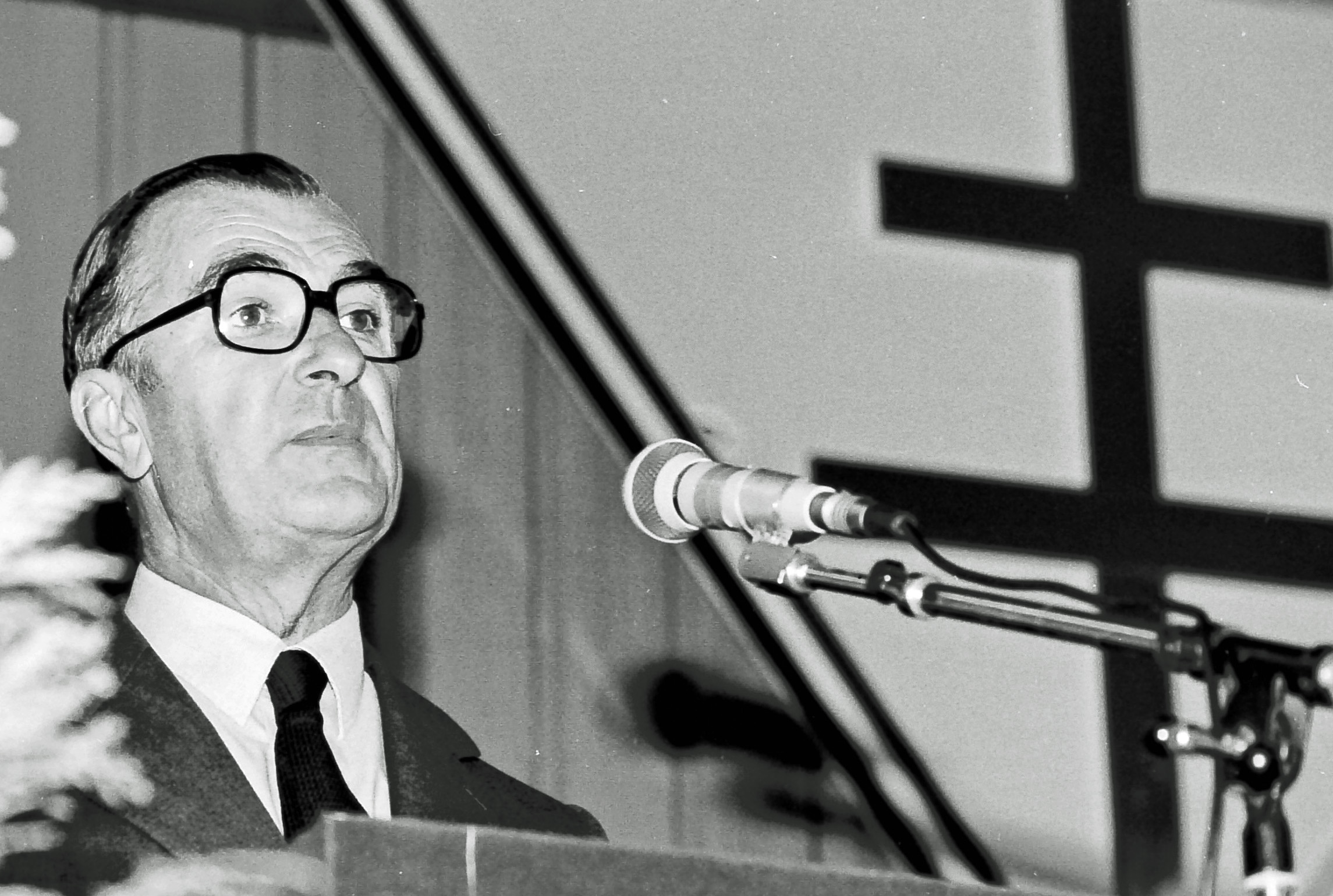
Yvon Bourges

Yvon Bourges (* 29. Juni 1921 in Pau; † 18. April 2009 in Paris) war ein französischer Politiker.
Er war von 1956 bis 1958 Gouverneur von Obervolta, danach bis 1960 letzter Hochkommissar für Französisch-Äquatorialafrika. In den Jahren 1962 bis 1967 und 1971 bis 1989 war er Bürgermeister der Stadt Dinard in der Bretagne, 1986 bis 1998 Präsident des Regionalparlaments der Bretagne.
Er gehörte verschiedenen gaullistischen Parteien an, zuletzt dem 1976 gegründeten Rassemblement pour la République. Von 1962 bis 1978 war er Parlamentsabgeordneter, danach bis 1998 Mitglied des Senats.
Von 1972 bis 1973 war er Handelsminister Frankreichs, von 1975 bis 1980 war er Verteidigungsminister.

## Werke
- L'Europe, notre destin, Hachette, Paris 1999, ISBN 2-01-235534-X